# ليبايا
ليبايا هو ملك آشور من القرن 18 ق م، حسب قائمة ملوك آشور، حكم من سنة 1690 إلى 1674 ق م وهو من سلالة أداسي خلفه في الحكم شارما أداد الأول بعد أن خلعه البابليين والأموريين من الحكم.